# Pohlia saitoi
Pohlia saitoi är en bladmossart som beskrevs av Harumi Ochi 1954. Pohlia saitoi ingår i släktet nickmossor, och familjen Bryaceae. Inga underarter finns listade i Catalogue of Life.